# Stadionul Mogoșoaia
Das Stadionul Mogoșoaia (voller Name: Stadionul CNAF Mogoșoaia) ist ein Fußballstadion in der rumänischen Stadt Mogoșoaia, Kreis Ilfov. Es ist Teil des Centrul Naţional de Fotbal Mogoșoaia (CNAF, deutsch Nationales Fußballzentrum Mogoșoaia) und bietet 1026 Plätze (746 überdachte und 280 überdachte Plätze). Die Anlage ist Trainingsplatz der rumänischen Fußballnationalmannschaft und bietet zwei große Spielfelder mit Flutlicht.
Der Hauptplatz des Stadions war einer der vier Austragungsorte der U-19-Fußball-Europameisterschaft 2011. Es fanden drei Gruppenspiele und ein Halbfinale im Stadionul Mogoșoaia statt. Darüber hinaus ist es Spielstätte für die rumänische Fußballnationalmannschaft der Frauen, der U-21-Männer-Fußballnationalmannschaft, den Jugendnationalmannschaften und für Jugend-Miniturnieren. Zum Zentrum gehört des Weiteren ein Kunstrasenspielfeld mit den Maßen 60 × 40 m sowie ein Hotel.